# Castellammare di Stabia
Castellammare di Stabia je italské město v oblasti Kampánie, nyní předměstí Neapole. Leží v Neapolském zálivu mezi Sorrentem a Pompejemi.
V roce 2022 zde žilo necelých 63 tisíc obyvatel.

## Historie

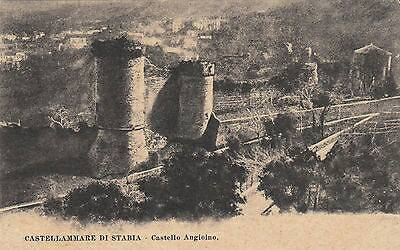
Hrad na pohlednici z konce 19. století

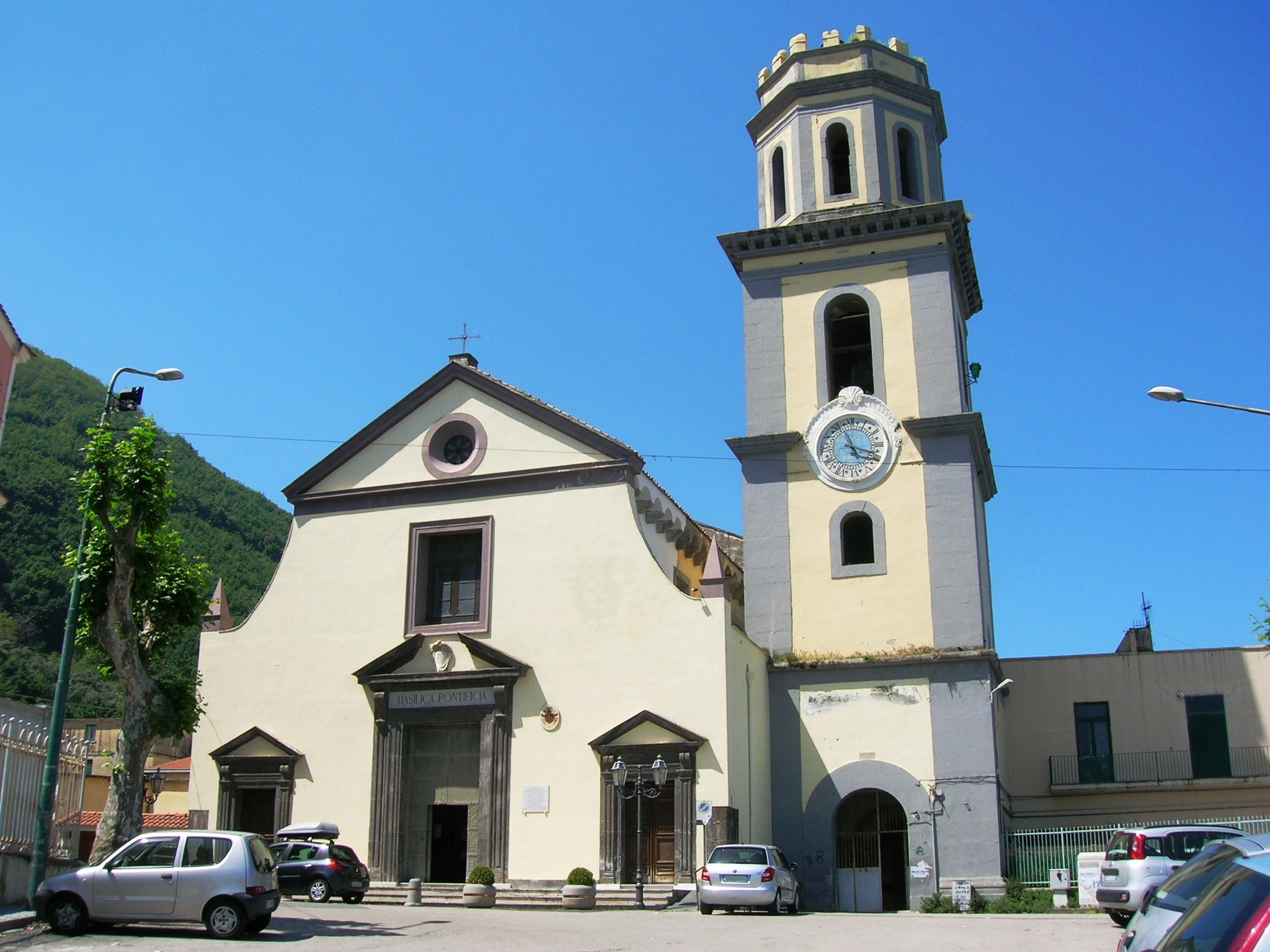
Santuario di Santa Maria di Pozzano

Antické město Stabiae bylo zničeno roku 79 výbuchem Vesuvu. Koncem 10. století byl na úpatí hory Faito (1131 m n. m.) založen hrad, ve zprávě z roku 1086 nazývaný Castrum maris de Surrento rozšířený za vlády dynastie Štaufů a Karla I. z Anjou.
Zde v roce 1224 v exilu zemřel pražský biskup Ondřej z Gutenštejna.
Po invazi Španělů dal král Karel V. Habsburský město do léna Ottaviu Farnese, který město zvelebil, postavil dosud stojící palác (Palazzo Farnese), nyní radnici. V roce 1542 město vyplenil osmanský pirát Dragut a unesl osmdesát lidí, kteří byli později vykoupeni. Do bitvy proti muslimům se u Lepanta v roce 1571 zapojili zdejší obyvatelé pod velením Alessandra Farnese.
Po tridentském koncilu se zintenzivnila výstavba kostelů a klášterů římskokatolické církve ve městě a v jeho okolí, kterých je do nynější doby přes 50. Hlavním poutním místem zůstává Santuario di Santa Maria di Pozzano v místní části Pozzano, povýšenéá na basilicu minor.
Po obsazení města Jindřichem Lotrinským a později Habsburky se město v roce 1731 dostalo pod kontrolu Karla Bourbonského. Tehdy prosperující město bylo jedním z předních v Neapolském království a poté v Království obojí Sicílie. V roce 1783 byly otevřeny první italské loděnice a založen průmysl výroby provazů a lan, tzv. Corderia. V roce 1749 byl zahájen archeologický průzkum základů římských vil starověkého města Stabiae.
Královský palác byl rozšířen na letní rezidenci panovníků, což vyvolalo výstavbu vil neapolských šlechticů poblíž Reggia na kopci Quisisana. Přítomnost královské rodiny, výstavba přímořských klimatických lázní a zavedení lázeňských procedur procedury zapojily město do itineráře cest tzv. Grand Tour. Takové město připomněl Gustave Flaubert ve svém románu Paní Bovaryová.
V roce 1842 město jako jedno z první v Itálii získalo železniční spojení s Neapolí, to vedlo nejen k rozvoji města a ke zboření hradeb. Město se stalo obchodním centrem na cestě zboží z Kalábrie a Puglie. Následovala výstavba průmyslových závodů, zejm. metalurgie.

## Vývoj počtu obyvatel
Počet obyvatel

## Památky
- Hrad
- Konkatedrála nanebevzetí Panny Marie a sv. Catella
- Bazilika Santuario di Santa Maria di Pozzano
- Bazilika Santuario di Santa Cuore
- Palazzo Farnese, nyní radnice
- antické a nové lázně
- předměstské vily
- Grotta San Biaggo - jeskyně sv. Blažeje, obývaná prvokřesťanskou komunitou

## Osobnosti
- Ondřej z Gutenštejna, pražský biskup v letech 1214–1224.zde v exilu zemřel.